# شاپرک‌های قورباغه‌پا
شاپرک‌های قورباغه‌پا (نام علمی: Batrachedra) بزرگ‌ترین سرده در خانواده شاپرکان قورباغه‌پا است که نمایندگانی در سراسر جهان دارد. مراحل اولیه اکثر گونه‌ها ناشناخته است. نام سرده از کلمات یونانی batrachos به معنی «قورباغه» و edra به معنی «صندلی یا سه‌پایه» گرفته شده است که به حالت استراحت قورباغه‌مانند شاپرک‌های بالغ اشاره دارد. تا سال ۲۰۱۸ حداقل ۱۱۴ گونه شناخته شده است که به این سرده تعلق دارند.
تنها سه گونه در اروپا یافت می‌شود. تنوع زیستی بسیار بالایی در قلمرو هندومالایی وجود دارد.